# J. Searle Dawley
James Searle Dawley (født 4. oktober 1877, død 30. marts 1949) var en amerikansk instruktør, producer, manuskriptforfatter og skuespiller. Mellem 1907 og midten af 1920'erne, mens han arbejdede for filmselskaberne Edison, Rex Motion Picture Company, Famous Players, Fox med flere instruerede han mere end 300 kortfilm og 56 spillefilm, hvilket inkluderede mange af de tidligste optagelser af stjerner som Douglas Fairbanks, Mary Pickford, Pearl White, Marguerite Clark, Harold Lloyd og John Barrymore.

## Udvalgt filmografi
- The Nine Lives of a Cat (1907)
- The Trainer's Daughter or A Race for Love (1907)
- A Little Girl Who Did Not Believe in Santa Claus (1907)
- Cupid's Pranks (1908)
- Rescued from an Eagle's Nest (1908)
- The Boston Tea Party (1908)
- Comedy and Tragedy (1909)
- Faust (1909)
- Hansel and Gretel (1909)
- Frankenstein (1910)
- A Christmas Carol (1910)
- The Stars and Stripes (1910)
- Through the Clouds (1910)
- The Red Cross Seal (1910)
- An Unselfish Love (1910)
- A Central American Romance (1910)
- The Cowpuncher's Glove (1910)
- A Daughter of the Mines (1910)
- Eldora, the Fruit Girl (1910)
- The Princess and the Peasant (1910)
- Riders of the Plains (1910)
- The Ship's Husband (1910)
- The Song That Reached His Heart (1910)
- The Stolen Claim (1910)
- An Eventful Evening (1911)
- The Black Bordered Letter (1911)
- Between Two Fires (1911)
- The Three Musketeers: Part 1 (1911)
- The Three Musketeers: Part 2 (1911)
- The Doctor (1911)
- The Price of Victory (1911)
- The Battle of Trafalgar (1911)
- The Charge of the Light Brigade (1912)
- Lord and the Peasant (1912)
- The Diamond Crown (1913)
- The Old Monk's Tale (1913)
- The Daughter of the Hills (1913)
- On The Broad Stairway (1913)
- Hulda of Holland (1913)
- Tess of the d'Urbervilles (1913)
- In the Bishop's Carriage (1913)
- Chelsea 7750 (1913)
- The Daughter of the Hills (1913)
- An Hour Before Dawn (1913)
- Caprice (1913)
- The Port of Doom (1913)
- Leah Kleschna (1913)
- A Lady of Quality (1913)
- An American Citizen (1914)
- The Pride of Jennico (1914)
- Pigen fra Skovene (1914)
- Four Feathers (1915)
- Always in the Way (1915)
- Susie Snowflake (1916)
- The Rainbow Princess (1916)
- Snow White (1916)
- The Valentine Girl (1917)
- Bab's Diary (1917)
- Bab's Burglar (1917)
- Bab's Matinee Idol (1917)
- The Seven Swans (1917)
- Mysteriet 'Miss Terry'
- Rich Man, Poor Man (1918)
- Uncle Tom's Cabin (1918)
- The Death Dance (1918)
- Løgnen (1918)
- When Men Desire (1919)
- Everybody's Business (1919)
- Married in Haste (1919)
- The Phantom Honeymoon (1919)[3]
- The Harvest Moon (1920)
- A Virgin Paradise (1921)
- Beyond Price (1921)
- Who Are My Parents? (1922)
- Broadway Broke (1923)
- As a Man Lives (1923)
- Love's Old Sweet Song (1923) kortfilm lavet i Phonofilm
- Abraham Lincoln (1924) kortfilm lavet i Phonofilm